# Brevicornu flaveolum
Brevicornu flaveolum är en tvåvingeart som beskrevs av Ostroverkhova 1979. Brevicornu flaveolum ingår i släktet Brevicornu och familjen svampmyggor. Inga underarter finns listade i Catalogue of Life.